# Ulrich Strohhäcker
Ulrich Strohhäcker (ur. 9 września 1947) – niemiecki lekkoatleta, sprinter. W czasie swojej kariery reprezentował Republikę Federalną Niemiec.
Specjalizował się w biegu na 400 metrów. Zdobył brązowy medal w sztafecie 4 × 2 okrążenia na halowych mistrzostwach Europy w 1970 w Wiedniu (sztafeta RFN biegła w składzie: Dieter Hübner, Karl-Hermann Tofaute, Strohhäcker i Helmar Müller).
Był halowym  mistrzem RFN w sztafecie 4 × 400 metrów w 1969, 1970 i 1975.